# Hirudinella oxysoma
Hirudinella oxysoma är en plattmaskart. Hirudinella oxysoma ingår i släktet Hirudinella och familjen Hirudinellidae. Inga underarter finns listade i Catalogue of Life.